# Lekë Dukagjini
Lekë Dukagjini (ur. 1410, zm. 1481) – albański książę walczący przeciwko imperium osmańskiemu u boku Skanderbega. W 1444 roku przewodniczył Lidze w Lezhy.
Od Leki Dukagjiniego swoje genealogie wywodzili przywódcy najważniejszych klanów Mirdytów (jedno z plemion północnoalbańskich – gegijskie). 